# Nii-jima

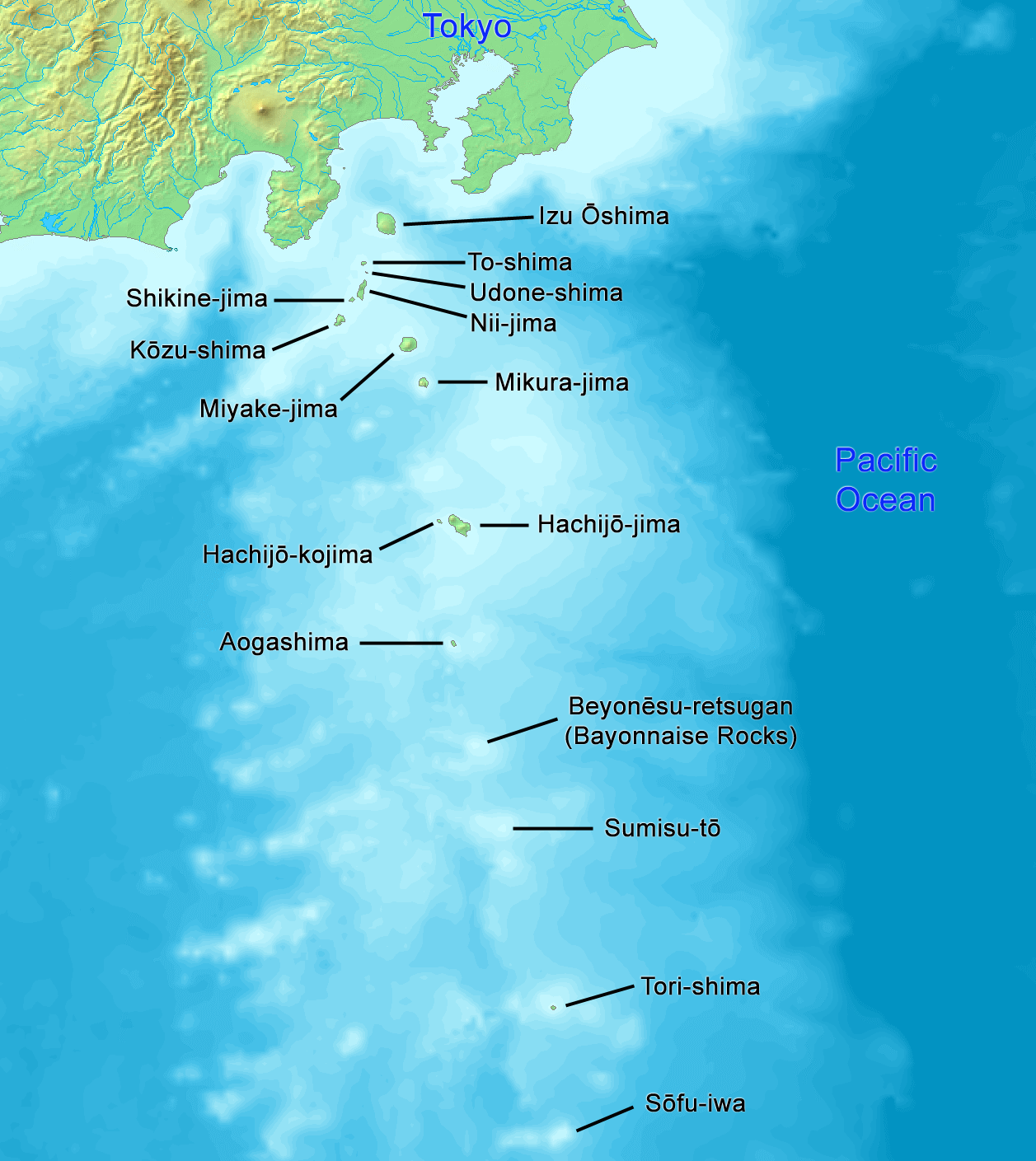
Izuöarna, Nii-jima övre halvan

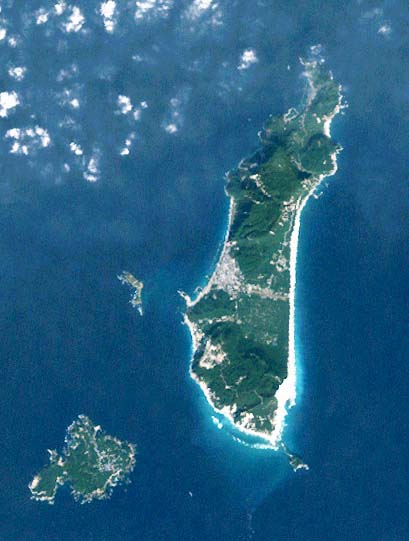
bild över Nii-jima till höger

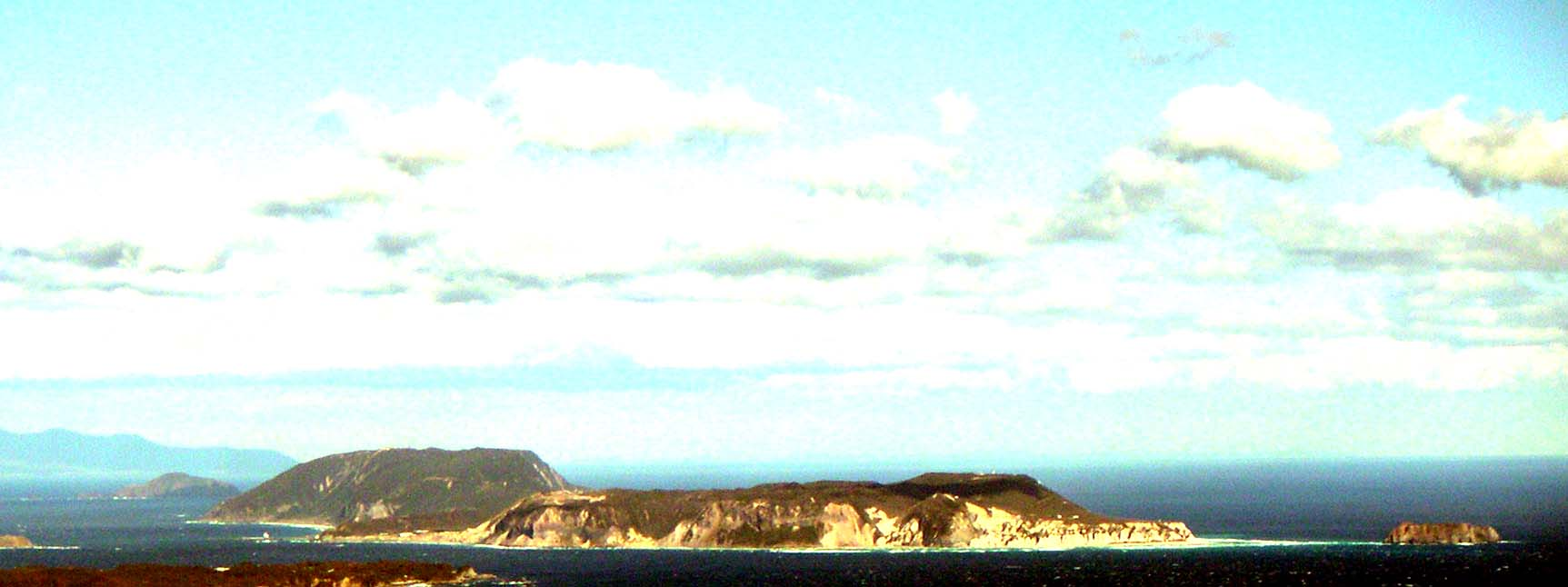
Nii-jima

Nii-jima (japanska  (新島?) Nii-jima) är en ö bland Izuöarna i nordvästra Stilla havet och tillhör Japan.

## Geografi
Nii-jima ligger cirka 160 kilometer söder om Tokyo och ca 30 km sydväst om huvudön Izu-Ōshima. 
Ön är av vulkaniskt ursprung och har en area om cirka 23,87 km² och den omges även av en rad mindre holmar. Den högsta höjden är Mijazuka-Yama på cirka 429 meter över havet. Ön ingår i också i nationalparken "Fuji-Hakone-Izu National Park" och är ett populärt turistmål för sina onsen (heta källor) och sin glaskonst.
Befolkningen uppgår till ca 2 700 invånare där de flesta bor i huvudorten Honson på öns västra del och orten Wakago på den norra delen.  Förvaltningsmässigt utgör ön en enhet i området "Niijima-mura" (Niijima-by) tillsammans med Shikine-jima och är del i subprefekturen  Ōshima -shichō som tillhör Tokyo prefekturen på huvudön Honshu.
Ön lilla flygplats Niijima Kūkō (Nii-jima airport, flygplatskod "RJAN") har kapacitet för lokalt flyg, ön kan även nås med fartyg och det finns regelbundna färjeförbindelse med Tokyo på fastlandet och huvudön Izu-Oshima.

## Historia
Det är osäkert när Izuöarna upptäcktes men de har varit bebodda i flera tusen år. 
Niijima är känt för sin glastillverkning där man använder Koga (ett kiseldioxidämne även kallad ryolit) som bearbetas till grönt glas. Koga hittas förutom på Niijima endast på den italienska ön Lipari. Det finns ett glasbruk med tillhörande museum "Niijima Glass Art Center" på öns norra del.
1878 under Meijirestaurationen blev området en del i Tokyo prefekturen.
1936 skapades nationalparken "Fuji-Hakone-Izu National Park" och området införlivades i parkområdet 1964. 
1943 omstrukturerades Tokyos förvaltningsstruktur och områdets förvaltning övergick till "Tokyo-to-cho" (länsstyrelsen för Tokyo, engelska "Tokyo Metropolitan Government") som de tillhör idag.
Den 10 augusti 1963 startade den första obemannade höjd- och atmosfärforskningsraketen  från öns forskningscenter som drivs av "Jieitai" (Japans försvarsmakt).